# Lost Boyz
Lost Boyz est un groupe de hip-hop américain, originaire du Queens, à New York. Le groupe, actif entre 1994 et 1999, se composait du MC Mr. Cheeks, du MC et promoteur Freaky Tah, du DJ Spigg Nice, et de Pretty Lou.

## Biographie
En 1995, le groupe enregistre son premier single, Lifestyles of the Rich and Shameless, qui lui permet de signer un contrat au label Uptown Records. Le titre se classe à la 91e place du Billboard Hot 100.
En 1996, le groupe publie son premier album studio, Legal Drug Money, dont est extrait Renee, un titre inclus sur la bande originale du film Spoof Movie et qui connaît un grand succès, se classant à la 33e place du Billboard Hot 100. L'album, quant à lui, se classe 1er au Top R&B/Hip-Hop Albums et 6e au Billboard 200, et est certifié disque d'or le 7 août 1996 par la RIAA. La même année, le groupe apparaît, aux côtés du Wu-Tang Clan, de Fat Joe, Coolio et d'autres artistes, sur la compilation America is Dying Slowly enregistrée au bénéfice de l'association Red Hot Organization, engagée dans la lutte contre le SIDA.
Leur second album, Love, Peace and Nappiness, est publié le 17 juin 1997. Il comprend les singles Me and My Crazy World et Beasts from the East avec les featurings de A+, Redman et Canibus. L'opus ne connaît pas un grand succès à sa sortie mais il est certifié disque d'or le 17 septembre 1997. Dans la nuit du 28 mars 1999, alors que le groupe fête l'anniversaire de Mr. Cheeks, Freaky Tah est abattu d'une balle dans la tête alors qu'il sortait de l'hôtel Sheraton dans le Queens. Tah meurt à 4 h 20 au Jamaica Hospital Medical Center, à l'âge de 27 ans. Le conducteur du véhicule, Raheem Fletcher, est condamné à sept ans de prison pour homicide involontaire et le tireur, Kelvin Jones, à quinze ans de réclusion après avoir reconnu le meurtre.
Mr. Cheeks, DJ Spigg Nice et Pretty Lou achèvent l'enregistrement de leur troisième album, LB IV Life, publié en septembre 1999 et se classe 2e au Top R&B/Hip-Hop Albums, et 9e au Billboard 200. Le groupe se sépare peu après et Mr. Cheeks entame une carrière solo. Il publie un premier album, John P. Kelly, en 2001, un second, Back Again!, en 2003 et un troisième, Ladies and Ghettomen, l'année suivante. Le 16 janvier 2004, DJ Spigg Nice est inculpé pour plusieurs braquages de banques dans le New Jersey et condamné à 37 ans de prison.

## Discographie

### Albums studio
- 1996 : Legal Drug Money
- 1997 : Love, Peace and Nappiness
- 1999 : LB IV Life

### Compilation
- 2005 : Lost Boyz Forever